# アンゴシェ・スルタン国
アンゴシェ・スルタン国は1485年、モザンビーク北部の列島に沿って成立したスルタン国 。
アンゴシェ市とモマ市を中心に、周辺に多くの属国を従えたスルタン国であった。 
アンゴシェは最終的にポルトガルの植民地当局によって1910年に滅亡させられた。

## 歴史
アンゴシェ市の成立はスルタン国の始まりにまで遡る。アンゴシェはモザンビークにおける初期の入植地の一つとして金や象牙の重要な市場を持つ、主要な貿易拠点となった。 アンゴシェのスルタンは列島の全域を支配するようになり、アンゴシェ市はスルタン国領域の主要都市としての役割を果たした。アンゴシェは早期から交易を行なっていたが、主要港としての地位はケリマネに取って代わられた。スルタン国の後背地には新たな民族集団が定住し始め、本土との接続を遮断し、通過する隊商らに通行料を課すなど、スルタン国に打撃を与えた。この時期にアンゴシェは経済的に衰退し、政治的影響力も損なった。しかし依然としてアンゴシェ市はイスラームの中心地であり、アンゴシェはモザンビーク本土への進出を果たした
19世紀の間、スルタン国は象牙、ゴム、奴隷の需要の高まりに迅速に対応した。奴隷貿易はヨーロッパにおける反奴隷運動の高まりにつれて、19世紀を通じて重要性を増し続けた。ヨーロッパの帝国からスルタン国が自立したことで、アンゴシェは奴隷貿易の中心地となった。1847年には多くの商会がポルトガル支配下の諸都市からアンゴシェに移転し、税金逃れや関税逃れをしていた
アンゴシェが大陸本土に進出した背景としては、奴隷需要の高まりに応じて隊商路を支配し、独自の奴隷貿易拠点を作ることができたということがある。ムーサ・ムハンマド・サヒーブ (彼は後にスルタンとなった)はスルタン、ハサーニー・ユースフの治世下でのスルタン国の拡大を実現した。ムーサ・ムハンマド・サヒーブは拡大を達成することを補助するため、銃器広範囲な流通に依存していた。ムーサは 服属している部族の要請で内陸のマレヴォニを奴隷にし、征服によって多くの象牙とゴムをもたらした。
1860年代、ポルトガルはスルタン国を攻撃した。しかし、ポルトガルによる初期の攻撃作戦は無益だったことが明らかとなった。そして、ポルトガルは未だにアンゴシェを直接支配できないでいた。 1877年に君主が亡くなった際にアンゴシェは内戦を起こし、7人の異なる請求者が権力を争った 1890年までの間に、ファレレイの名でも知られるマハムイエヴァが勝利を収め、1910年にスルタン国が装備を整えたポルトガルの軍事遠征で征服されるまで統治していた